# 折原怜
折原 怜（おりはら れい、1987年12月21日 - ）は、日本の女優。広島県出身。元月の石所属。

## 人物
- 特技は、クラシックバレエ、マッサージ。
- 趣味は、読書、映画鑑賞、散歩。
- サイズは、身長163cm、B88 W58 H90、Shoes 24.5cm[1]

## 出演

### 映画
- 「光る翼」※日本映画学校卒業制作 久保朝洋監督／渡辺役
- 「海に来たれ〜若人狂想曲〜」大久保愉伊監督／幸役
- 「梅田優子の告白」深井朝子監督／主演・梅田優子役
- 「蟻が空を飛ぶ日」野火明監督／真紀役[2]

### 舞台
- グリフィススタジオ「ボン・ヴォヤージュ」／主演・レティーシア役